# زولک
زولک، شبه زول (نام علمی: Actinolema) نام گیاهی است که سرده از تیرهٔ چتریان است.